# 何子鋆
何子鋆（?—?），廣東省廣州府香山縣人，清朝政治人物、同進士出身。
光緒三年（1877年），参加丁丑科殿試，登進士三甲第71名。同年五月，授學習戶部員外郎。